# 9278 Matera
För andra betydelser, se Matera (olika betydelser).
9278 Matera eller 1981 EM1 är en asteroid i huvudbältet som upptäcktes den 7 mars 1981 av den belgiske astronomen Henri Debehogne och den italienske astronomen Giovanni de Sanctis vid La Silla-observatoriet. Den är uppkallad efter den italienska staden Matera.
Asteroiden har en diameter på ungefär 12 kilometer och den tillhör asteroidgruppen Themis.